# Giorgio Perlasca Kereskedelmi, Vendéglátóipari Szakközépiskola és Szakiskola
A BGSZC Giorgio Perlasca Vendéglátóipari Technikum és Szakképző Iskolája Budapest X. kerületében található.

## Története

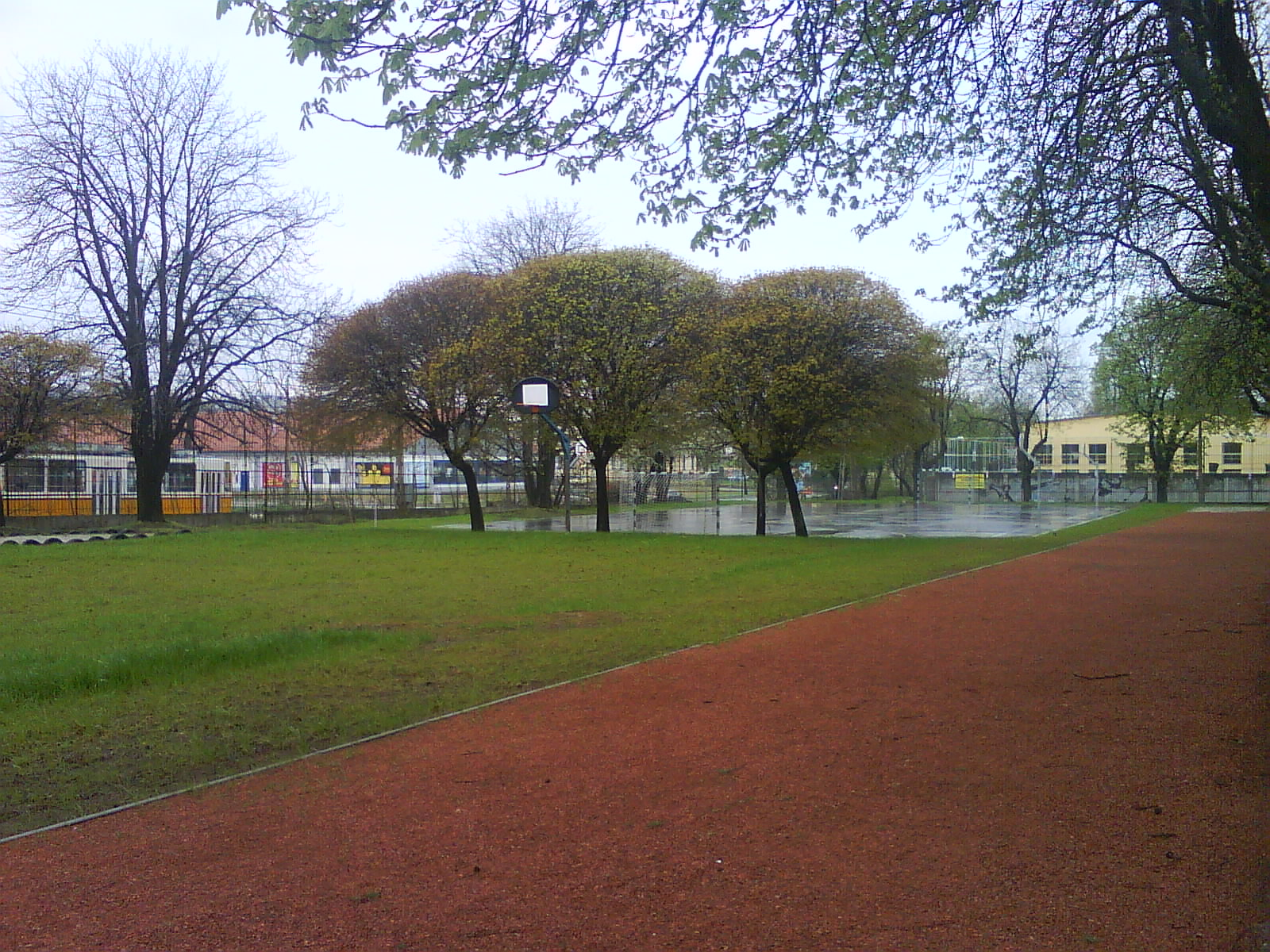
Az iskola sportudvara

A növekvő lakosságszám miatt 1890–1896 között iskola épült a Maglódi úton. Kezdetben elemi iskolaként működött, ahol külön tanultak egy épületben fiúk és lányok. 1902-ben ugyanitt kapott helyet a Budapest Székesfővárosi Gazdasági Ismétlőiskola is. A növekvő tanulólétszám miatt azonban bővítésre volt szükség: ezt emeletráépítéssel oldották meg. A második világháború után a Maglódi Úti Általános Iskola nevet vette fel. Az épületben még mindig külön tanultak lányok és fiúk: az első és harmadik emeleten tanulhattak a fiúk, a másodikon pedig a lányok. Ide járt általános iskolába Hofi Géza humorista.
1982-ben végleg megszűnt az általános iskolai képzés. Ekkor vált ki ebből az intézményből a mai Magyar Gyula Kertészeti Szakközépiskola. Még ebben az évben beindult a kereskedelmi, majd 1983-ban a vendéglátó szakképzés. Kezdetben a középiskola neve: Maglódi Úti Kereskedelmi és Vendéglátóipari Szakközépiskola és Szakmunkásképző.
1992-ben, a volt szocialista országok iskolái közül elsőként lehetett tagja a Vendéglátóipari és Idegenforgalmi Iskolák Európai Szövetségének.
1997-ben lehetőség nyílt a névváltoztatásra, így ekkor vette fel az intézmény Giorgio Perlasca nevét.
2002. április 16-án avatták fel a névadó szobrát, melynek átadóján sok jeles személy vett részt, többek között: Giovanni Battista Verderame, az olasz nagykövet; és Giorgio Perlasca fia.

## Tagozatok
- Technikumi képzések - 5 éves:
  - Cukrász szaktechnikus
  - Szakács szaktechnikus
  - Vendégtéri szaktechnikus
- Szakképző iskolai képzések - 3 éves:
  - Cukrász
  - Szakács
  - Pincér - Vendégtéri szakember